# Union nationale (Portugal)

Drapeau de l'Union nationale.

L'Union nationale (União Nacional, UN) est un ancien parti politique conservateur portugais (1930-1974).

## Histoire
L'Union nationale a été fondée le 30 juillet 1930 afin de soutenir la création et la pérennité du régime politique établi au Portugal après le vote de la Constitution de 1933 : l'Estado Novo. Ce fut le seul parti politique autorisé, même si dans ses statuts (inspirés par Salazar), il ne se définit pas comme un parti. Salazar estimait que les partis, qui avaient fonctionné sous la république, et ce jusqu'en 1926, divisaient la société portugaise, alors que cet agrégat, de par son nom même, cherchait à unir les Portugais autour de lui. 
À partir de 1934, l'UN participe aux élections pour l'Assemblée Nationale dans un système de liste unique. Il se verra opposer le MUD (Movimento de Unidade Democrática/Mouvement d'Union Démocratique) lors des élections législatives de 1945 et de la présidentielle de 1949 ; ce parti réussira à proposer José Norton de Matos comme candidat unique de l'opposition face au candidat de Salazar, le président Óscar Carmona. Le MUD finira néanmoins par retirer ses candidats, ceux-ci ne satisfaisant pas aux conditions requises pour se présenter, laissant l'UN se présenter seule.
Cette organisation centralisée et intimement liée au gouvernement sera toujours dirigée par les deux premiers ministres en exercice pendant cette période, António de Oliveira Salazar et Marcello Caetano. Ceux-ci présidaient à vie la Commission Centrale de l'UN (à laquelle succèdera l'Acção Nacional Popular/Action Nationale Populaire). Les membres de l'Union nationale étaient principalement issus de notables locaux : propriétaires fonciers, professionnels et hommes d’affaires pour la plupart catholiques, monarchistes ou républicains conservateurs. L'Union nationale n’a jamais été une organisation militante ni très active.
Cette centralisation et ce lien avec le pouvoir exécutif s'accompagneront durant plus d'une décennie d'un monopole absolu de la représentation politique étant donné que toute opposition politique était rendue impossible et même poursuivie. C'est ainsi que l'UN n'aura pas de concurrents durant les périodes électorales et ce jusqu'en 1945. Avec la fin de la guerre, Salazar concède quelques libertés formelles et ponctuelles à l'opposition, tolérant sa participation aux campagnes électorales et la présentation de listes.
Malgré cette ouverture, l'UN et l'ANP exercèrent un monopole de la représentation parlementaire jusqu'en 1974, faisant élire tous leurs députés, et assurant l'élection des trois candidats choisis par le pouvoir aux élections présidentielles : le Maréchal Óscar Carmona, élu pour quatre mandats successifs, F. H. Craveiro Lopes, élu pour un mandat unique, et Américo Tomás, élu pour trois mandats.